# Lacarry-Arhan-Charritte-de-Haut
Lacarry-Arhan-Charritte-de-Haut (baskisch: Lakarri-Arhane-Sarrikotagaine) is een gemeente in het Franse departement Pyrénées-Atlantiques (regio Nouvelle-Aquitaine) en telt 124 inwoners (1999). De plaats maakt deel uit van het arrondissement Oloron-Sainte-Marie en ligt in de Baskische provincie Soule.

## Geografie
De oppervlakte van Lacarry-Arhan-Charritte-de-Haut bedraagt 25,4 km², de bevolkingsdichtheid is 4,9 inwoners per km².
De onderstaande kaart toont de ligging van Lacarry-Arhan-Charritte-de-Haut met de belangrijkste infrastructuur en aangrenzende gemeenten.

## Demografie
Onderstaande figuur toont het verloop van het inwonertal (bron: INSEE-tellingen).

1. ↑  Populations de référence 2022.